# Santa María Nebaj
Santa María Nebaj, o semplicemente Nebaj, è un comune del Guatemala facente parte del dipartimento di Quiché.